# Meghan Murphy
Meghan Emily Murphy est une écrivaine et journaliste canadienne, fondatrice de Feminist Current, un site web et un podcast féministes,.

## Carrière
À partir de 2004, elle fréquente l'Université Simon Fraser (SFU) et obtient en 2010 une licence en études féminines. En 2012, elle obtient une maîtrise en études sur le genre, la sexualité et les femmes, également à la SFU.
Murphy a commencé sa carrière de journaliste en 2009, en travaillant pour le F Word Feminist Media Collective, basé à Vancouver ; elle a écrit jusqu'en 2012 pour son blog, The F Word, et a été animatrice, productrice et rédactrice en chef de son émission de radio,,. En 2011, elle a commencé à écrire régulièrement pour rabble.ca et a travaillé comme productrice du réseau de podcasts de rabble à partir de novembre 2012, et rédactrice en chef du soir à partir de 2013, jusqu'en février 2016. En 2012, elle a effectué un stage à The Tyee.
Murphy a fondé le site web et le podcast Feminist Current en 2012. Depuis 2012, elle a sa propre chaîne YouTube, The Same Drugs with Meghan Murphy : Conversations Outside the Algorithm, où elle interviewe des invités sur le féminisme.

## Positions
Par le passé, Murphy s'est décrite comme une féministe socialiste, mais elle ne se décrit plus ni comme féministe ni comme de gauche.

### Positions sur le mouvement féministe
Murphy a soutenu l'idée selon laquelle les trigger warnings équivalent à de la censure, écrit sur l'âgisme au sein du féminisme, a critiqué le féminisme libéral, a soutenu le mouvement MeToo, et s'est demandé si les hommes pouvaient être féministes,. Elle a également affirmé que les campagnes de lutte contre le harcèlement ignorent le sexisme et la façon dont on apprend aux jeunes hommes à considérer les femmes. Elle a fustigé le groupe féministe Femen, qui, selon elle en 2013, « rendait le féminisme acceptable pour le regard masculin », en présentant « une vision de la libération féminine qui ressemble à une femme sexy, nue, mince, blanche et blonde ».

### Opposition aux droits transgenres

#### rabble.ca
Murphy a commencé à contribuer au magazine en ligne canadien rabble.ca à partir de 2011. En 2015, Murphy a critiqué une photo nue de Laverne Cox dans un magazine comme étant « définie par une culture patriarchale/porno, à travers la chirurgie esthétique » et « un objet sexualisé pour la consommation du public ». En réponse, le groupe de travailleurs du sexe militants Maggie's Toronto a créé une pétition sur le site Change.org, l'accusant de discours raciste et transphobe ; la pétition exigeait que rabble mette fin à son association avec Murphy,. La pétition a reçu comme réponse une lettre ouverte collective en soutien à Murphy. La pétition de Change.org a été rejetée par rabble.
Cependant, en octobre 2016, Murphy a démissionné de rabble.ca après qu'un article qu'elle avait écrit, où elle critiquait l'utilisation du terme de « personnes menstruées » par le Planning familial, ait été publié puis retiré sans l'en informer,. Le rédacteur en chef Michael Stewart a répondu que cet article tenait des propos transphobes et contrevenait à la politique journalistique de rabble. Dans un courriel à Murphy, Kim Elliott, éditrice de rabble, a affirmé que « cet article niait l'identité de genre des hommes trans qui menstruent, en sous-entendant que si une personne avait des ovaires et un utérus, elle était, de par ces marqueurs biologiques, une femme ».

#### Opposition à la protection légale de l'identité de genre
Murphy s'oppose à la reconnaissance légale de l'identité de genre. En mai 2017, Murphy a témoigné devant le sénat canadien avec Hilla Kerner du Vancouver Rape Relief & Women's Shelter pour s'opposer à la proposition de loi C-16, qui introduisait dans la loi canadienne des protections pour l'identité et l'expression de genre. En 2019, elle a été invitée à parler devant le parlement écossais contre les lois défendant l'identité de genre. L'opposition de Murphy à la mise en place de lois défendant les droits des personnes trans a été fortement critiquée, et qualifiée d'anti-trans. Plusieurs de ses apparitions publiques ont vu comme réponses des manifestations pour les droits des personnes trans,,.

#### Bannissement de Twitter et procès
Fin 2018, Twitter a changé sa politique sur les discours haineux et le harcèlement pour interdire officiellement le fait de mégenrer des personnes trans ou d'utiliser leur morinom. À partir d'aout 2018, Murphy a annoncé que son compte Twitter s'était fait verrouiller plusieurs fois après qu'elle ait tweeté au sujet de femmes trans. Twitter a suspendu de façon permanente le compte de Murphy fin novembre 2018, après qu'elle ait qualifié Jessica Yaniv, une femme trans, de « lui ». Le 11 février 2019, Murphy a porté plainte contre Twitter en réponse à son bannissement. La plainte a été écartée début juin 2020, mais Murphy a annoncé qu'elle comptait faire appel.
Le compte de Murphy a été restauré le 20 novembre 2022, dans une vague de restauration de comptes bannis pour discours haineux, en particulier anti-trans,.

### Carrière électorale
Pendant la campagne pour l'élection présidentielle américaine de 2024, Murphy a annoncé qu'elle avait soutenu la candidature d'Hillary Clinton à l'élection présidentielle de 2016, mais qu'elle soutenait désormais Donald Trump. Elle a aussi soutenu la candidature de Pierre Poilievre comme premier ministre canadien.
Dans les élections fédérales canadiennes de 2025, elle est candidate du Parti populaire du Canada, un parti situé entre la droite et l'extrême-droite, pour la circonscription de Vancouver-Est.